# Галиновка (Житомирская область)
Галиновка (укр. Галинівка) — село на Украине, основано в 1588 году, находится в Хорошевском районе Житомирской области.
Население по переписи 2001 года составляет 206 человек. Почтовый индекс — 12134. Телефонный код — 4145. Занимает площадь 10,686 км².

## Адрес местного совета
12134, Житомирская область, Хорошевский р-н, с. Топорище, ул. Ленина, 86а